# شارون رندل
شارون رندل (انگلیسی: Sharon Rendle؛ زادهٔ ۱۸ ژوئن ۱۹۶۶) جودوکار زن اهل بریتانیا بود.
وی در مسابقات کشوری و بین‌المللی در مجموع برندهٔ ۳ مدال طلا، ۱ مدال نقره، ۳ مدال برنز شده‌است.